# Гурін Анатолій Борисович
Анато́лій Бори́сович Гу́рін — полковник запасу Збройних сил України.
Станом на березень 2017-го — заступник директора департаменту-начальник відділу контролю й організації роботи колегії МОУ.

## Нагороди
За особисту мужність, сумлінне та бездоганне служіння Українському народові, зразкове виконання військового обов'язку відзначений — нагороджений
- 10 жовтня 2015 року — орденом Данила Галицького.